# Московское общество любителей астрономии
Московское общество любителей астрономии (МОЛА) (в 1908—1912 гг. — Московский кружок любителей астрономии, МКЛА) — Московский кружок (затем общество) любителей астрономии, при Московском Университете.

## История

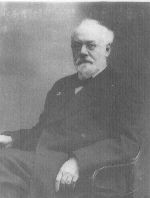
Николай Фёдорович Голубов

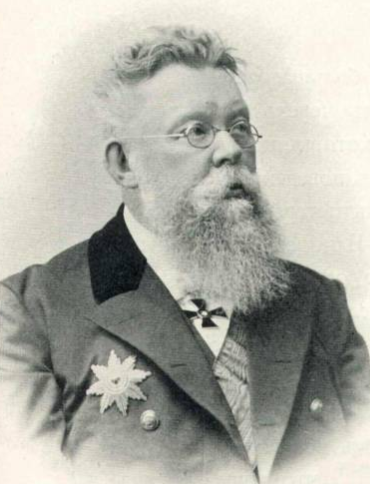
Константин Николаевич Козырев

Основано в 1908 году по инициативе астрономов-любителей — профессора Н. Ф. Голубова и директора Московского коммерческого училища К. Н. Козырева. Учредительное собрание кружка состоялось 1 (14) марта 1908 года.
В число 36 его членов-учредителей вошли, помимо инициаторов, московский астроном и геодезист А. М. Жданов, избранный первым председателем правления МКЛА, астроном С. В. Орлов, а среди любителей — художники братья А. М. Васнецов и В. М. Васнецов. В кружок также были приняты 16 действительных членов и 21 член-сотрудник (из числа наиболее активных студентов физико-математического факультета Московского университета). По уставу целью создания кружка было «установить общение между лицами, занимающимися и интересующимися астрономией; предоставить любителям астрономии возможно большие удобства для астрономических наблюдений и вычислений; популяризировать сведения по астрономии среди лиц, интересующихся этой наукой».
Целью общества было проведение общих собраний, практических занятий (прежде всего наблюдений), ознакомление с научными новостями по отечественной и иностранной литературе, организация публичных лекций. Предусматривалось издание трудов членов, создание библиотеки общества и обсерватории. Средства общества поступали от членских взносов и пожертвований меценатов, в числе которых нередко выступали российские купцы. В МКЛА были созданы несколько секций для начинающих любителей, а в ноябре 1908 — секция «по теоретическим вопросам астрономии и астрофизики», в состав учредителей которой вошли А. А. Михайлов, С. В. Орлов и будущий гравиметрист Л. В. Сорокин.
На первом этапе своего существования (до революции 1917) МКЛА получило возможность пользоваться несколькими наблюдательными «базами»: небольшой обсерваторией с двумя телескопами (Рейнфельда и Гертеля) в Реальном училище Воскресенского на Мясницкой улице (директор которого входил в правление МКЛА); башней на крыше Александровского коммерческого училища (Старая Басманная улица, 21) с 3-дюймовым телескопом Цейса (дар профессора Голубова); частной обсерваторией В. Ф. Аршинова в здании Петрографического института (Большая Ордынка, 32) с 5-дюймовым рефрактором Цейса; отчасти аналогичным телескопом-рефрактором обсерватории Константиновского межевого института. В декабре 1909 МКЛА получило в своё безвозмездное пользование прекрасно оборудованную обсерваторию купца П. П. Трындина на Большой Лубянке с 6-дюймовым телескопом Рейнфельда.
Начиная с 23 марта (5 апреля) 1908 в Политехническом музее проводились публичные лекции МКЛА с демонстрациями диапозитивов и астрономических приборов.
В 1912 специальным ходатайством кружок был преобразован в общество (МОЛА) с принятием нового устава (апрель 1913), расширяющего права и полномочия председателей секций общества и заведующих его обсерваториями. Важное место в деятельности общества стала занимать подготовка экспедиций для наблюдения затмений.
В 1913 учредители общества обратились к астрономам обсерватории Московского университета (прежде всего к С. Н. Блажко с приглашением войти в состав МОЛА. Активными участниками МОЛА были астрономы В. А. Альбицкий, Э. Ю. Эпик и др.
В первые годы советской власти число членов МОЛА первоначально значительно уменьшилось, но с декабря 1919, когда постановлением Совета МГУ МОЛА официально было включено в число учёных обществ при Московском университете, его деятельность вновь оживилась. Руководящую роль в нём стали играть профессора-астрономы обсерватории МГУ С. Н. Блажко и А. А. Михайлов. Собрания общества в 1920-е гг. проходили в Минералогическом музее Московского университета на Моховой.
Расцвет деятельности МОЛА наступил в 1-й половине 1920-х годов, когда в общество вошли представители молодого поколения Б. А. Воронцов-Вельяминов, П. П. Паренаго, Н. Н. Парийский, С. К. Всехсвятский, К. Н. Шистовский.
В 1934 МОЛА было включено в состав вновь созданного Всесоюзного астрономо-геодезического объединения (ВАГО). МОЛА сыграло роль стартовой площадки для многих отечественных астрономов и способствовало широкому распространению астрономических знаний в России.

### Руководство
Председатели:
- 1908—1918 — А. М. Жданов
- 1918—1925 — С. Н. Блажко
- 1925—1932 — А. А. Михайлов